# Năm điểm cận nhật
Năm điểm cận nhật, hay năm cận điểm, (anomalistic year) là khoảng thời gian để Trái Đất thực hiện xong một vòng chuyển động của nó đối với các điểm tận cùng quỹ đạo của nó. Quỹ đạo của Trái Đất có dạng hình elip; các điểm tận cùng quỹ đạo của nó là: điểm cận nhật khi Trái Đất ở gần Mặt Trời nhất (năm 2000 diễn ra vào ngày 2 tháng 1) và điểm viễn nhật khi Trái Đất ở xa Mặt Trời nhất (năm 2000 diễn ra vào ngày 2 tháng 7). Do các nhiễu loạn về lực hấp dẫn gây ra bởi các hành tinh khác, hình dạng và định hướng quỹ đạo là không cố định, và các điểm tận cùng quỹ đạo chuyển động chậm đối với hệ quy chiếu cố định. Vì thế năm điểm cận nhật là dài hơn một chút so với năm thiên văn. Nó cũng dài hơn năm chí tuyến trung bình (nền tảng của lịch Gregory) và vì thế thời điểm diễn ra khi Trái Đất đi vào điểm cận nhật tiến dần dần lên mỗi năm. Nó mất 21.000 năm chí tuyến trung bình để quỹ đạo elip chuyển động một vòng tương đối với các ngôi sao cố định, hay để cho một trong hai điểm tận cùng quỹ đạo thực hiện việc đi qua các ngày của năm Julius (hoặc năm Gregory).
Như vậy, 21.000 năm chí tuyến trung bình = 20.999 năm điểm cận nhật. Hay 1 năm điểm cận nhật = 1,000047621 năm chí tuyến trung bình (khoảng 365,2596 ngày)
Thời gian trung bình của năm điểm cận nhật là: 365,259635864 ngày (365 ngày 6 giờ 13 phút 52 giây) (tại kỷ nguyên J2000).